# Qena
Qena (trascritto anche Qina o Kena, in arabo قنا‎?) è una città dell'Egitto, capoluogo del governatorato omonimo. La città si trova sulla riva orientale del Nilo, circa 70 km a nord di Luxor.
Qena era conosciuto come Kaine o Caene o Caenepolis durante il periodo greco-romano.
La città ha un importante patrimonio culturale islamico e una famosa moschea dedicata ad ʿAbd al-Raḥīm al-Qenāwī. La moschea fu edificata dopo la morte di ʿAbd al-Raḥīm di Qena (avvenuta nel 1195) sul luogo dove si trovava la sua tomba. Il luogo è oggi meta di pellegrinaggi.
A circa 4 km a nord-ovest di Qena, sulla riva opposta del Nilo, si trovano le rovine dell'antica città di Dendera.
La città ha tratto notevole vantaggio dall'apertura di un'importante via di comunicazione stradale che collega Qena e la valle del Nilo con la costa del mar Rosso a Port Safaga attraversando il Deserto orientale.